# یازدهمین تری‌یناله دی میلانو
یازدهمین تری‌یناله دی میلانو یا یازدهمین سه‌سالانهٔ میلان (به ایتالیایی: XI Triennale di Milano)، سه‌سالانه‌ای در میلان در سال ۱۹۵۷ میلادی بود که توسط دفتر نمایشگاه‌های بین‌المللی (بی‌آی‌ای) تصویب شد. موضوع آن ارتقای کیفیت بیان در تمدن امروز بود.

## مطالب
بررسی مجسمه‌سازی ۵۰ سال گذشته انجام شد که آثاری از امبرتو بوچونی، کنستانتین برانکوزی، الکساندر کالدر، آرتورو مارتینی، آنری ماتیس، هنری مور، پابلو پیکاسو، پیر اگوست رنوآر و اگوست رودن را نشان می‌داد.
گیلو دورفلس، لئوناردو ریچی، لوئیجی روسلی و مارکو زانوسو نمایشگاه محصولات صنعتی را برپا کردند. و آنیولدومنیکو پیکا یک بخش معماری.
تیمو سارپانوا ۲ جایزهٔ بزرگ، کای فرانک، دورا یونگ و کیلیکی سالمنهارا هر کدام یک جایزه بردند. آنتی نورمسنیمی، اوکی نومی، ایلماری تاپیووآرا، ووکو اسکولین، برتل گاردبرگ و سوری یاناگی مدال‌های طلا را به دست آوردند، یاناگی برای چهارپایۀ پروانه‌ای خود. سارا هوپئا برای شیشهٔ لیکور فلامینگو مدال نقره گرفت.
پاویون ایالات متحدهٔ آمریکا توسط والتر دوروین تیگ و پل مک‌کاب طراحی شده بود.